# Gerstetten
Gerstetten – miejscowość i gmina w Niemczech, w kraju związkowym Badenia-Wirtembergia, w rejencji Stuttgart, w regionie Ostwürttemberg, w powiecie Heidenheim. Leży w Jurze Szwabskiej, ok. 12 km na południowy wschód od Heidenheim an der Brenz.

## Współpraca
- Cébazat, Francja
- Pilisvörösvár, Węgry